# Zaufanie

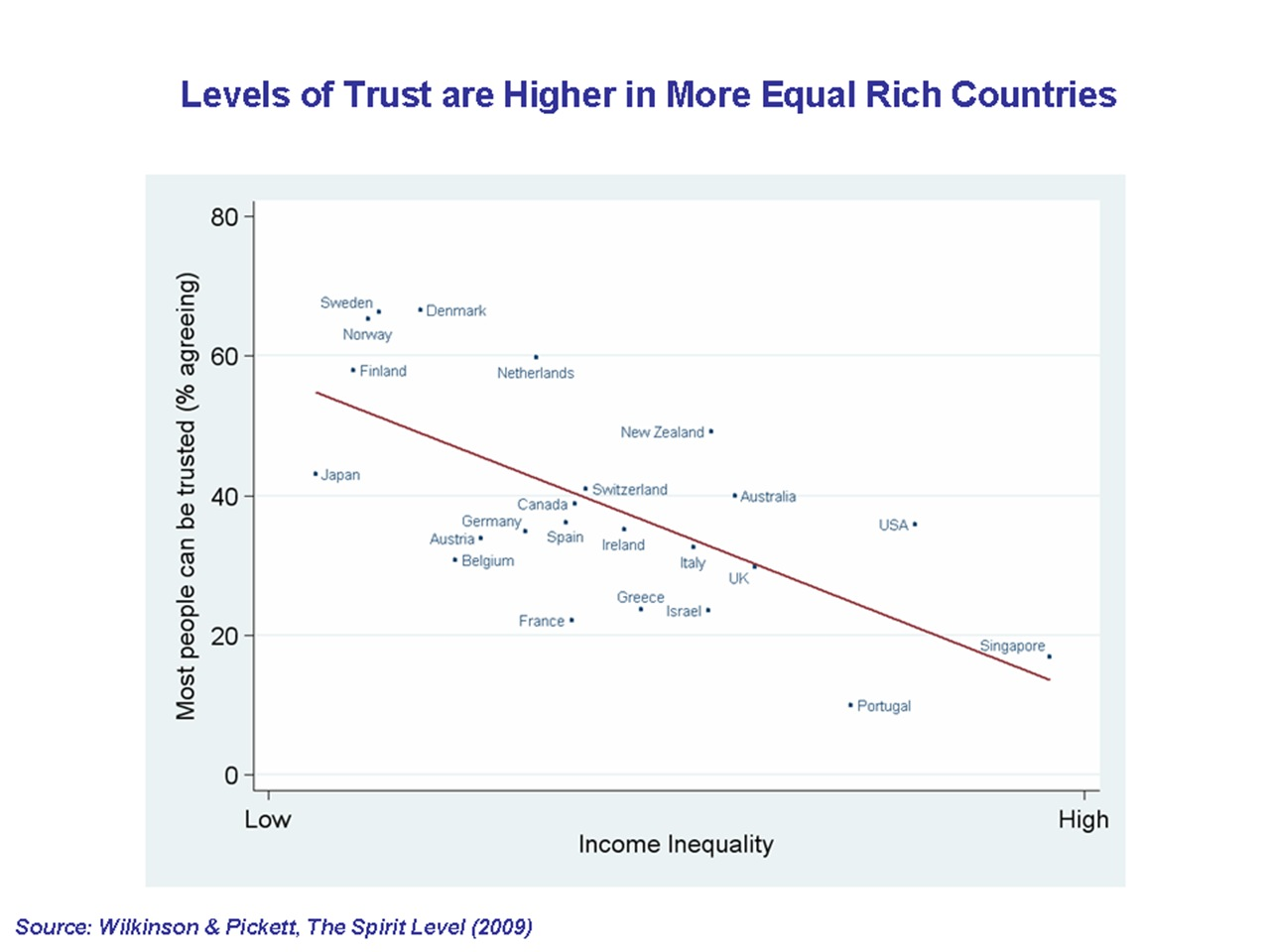
Poziomy zaufania są wyższe w równie bogatych krajach

Zaufanie wobec jakiegoś obiektu jest to wiedza lub wiara, że jego działania, przyszły stan lub własności okażą się zgodne z naszym życzeniem. Jeśli takiej pewności nie mamy, to zaufaniu towarzyszy także nadzieja.
Obiekt zaufania może być dowolny, np. człowiek, zwierzę, przedmiot, substancja, instytucja, społeczeństwo, bóstwo. W przypadku relacji międzyludzkich zaufanie dotyczy najczęściej uczciwości drugiej strony wobec nas, co niekoniecznie oznacza uczciwość wobec innych, np. w grupie przestępczej. Zaufanie może, ale nie musi być odwzajemnione; jest jedną z podstawowych więzi międzyludzkich, zarówno w rodzinie jak i grupach społecznych, i bywa szczególnie cenne w sytuacjach kryzysowych. Zaufaniem obdarowuje się osobę, której się wierzy. Jest to pojęcie analizowane w ramach wielu dyscyplin takich jak psychologia czy socjologia. Zaufanie jest podstawą więzi międzyludzkich. Ma ono również ogromne znaczenie podczas budowania stałego związku, gdyż staje się ono fundamentem udanego wspólnego pożycia. Gdy w związku lub małżeństwie pojawi się jego brak, grozi to rozstaniem, gdyż ciągłe podejrzenia mogą zaszkodzić dobrej komunikacji między partnerami. Wzbudzanie zaufania jest też częstą metodą działania przestępców, zwłaszcza oszustów. Emocja zaufania jest doznawana także przez bardziej inteligentne zwierzęta.